# Dobre zachowanie
Dobre zachowanie (ang. Good Behavior) – amerykański serial telewizyjny (dramat, thriller) wyprodukowany przez Tomorrow Studios. Serial jest luźną adaptacją powieści Locked Doors autorstwa Blake’a Croucha.
Premierowy odcinek „Dobre zachowanie” został wyemitowany 15 listopada 2016 roku przez TNT.

W Polsce serial był emitowany od 17 listopada 2016 roku do 18 grudnia 2017 roku przez TNT Polska.
Na początku listopada 2018 roku, TNT ogłosiła zakończenie produkcji serialu po dwóch sezonach.

## Opis fabuły
Serial skupia opowiada o Letty Dobesh, która wychodzi z więzienia. Przez przypadek podsłuchuje zlecenie płatnego zabójcy, który ma zabić pewną kobietę. Letty postanawia temu zapobiec i pokrzyżować plany mordercy.

## Obsada
- Michelle Dockery jako Letty Dobesh[3]
- Juan Diego Botto jako Javier[4]
- Lusia Strus jako Estelle[5]
- Terry Kinney jako Christian[5]
- Joey Kern jako Rob

## Odcinki
| Sezon | Sezon | Odcinki | Oryginalna emisja    | Oryginalna emisja | Oryginalna emisja | Oryginalna emisja | Oryginalna emisja |
| Sezon | Sezon | Odcinki | Premiera sezonu      | Finał sezonu      | Premiera sezonu   | Finał sezonu      |                   |
| ----- | ----- | ------- | -------------------- | ----------------- | ----------------- | ----------------- | ----------------- |
|       | 1     | 10      | 15 listopada 2016    | 10 stycznia 2017  | 17 listopada 2016 | 12 stycznia 2017  |                   |
|       | 2     | 10      | 15 października 2017 | 17 grudnia 2017   | 20 listopada 2017 | 18 grudnia 2017   |                   |

### Sezon 1 (2016-2017)
| Nr | #  | Tytuł                                     | Reżyseria         | Scenariusz                | Premiera TNT      | Premiera TNT Polska |
| -- | -- | ----------------------------------------- | ----------------- | ------------------------- | ----------------- | ------------------- |
| 1  | 1  | So You're Not an English Teacher          | Charlotte Sieling | Chad Hodge, Blake Crouch  | 15 listopada 2016 | 17 listopada 2016   |
| 2  | 2  | Only The Best For Mrs. Dia                | Carl Franklin     | Chad Hodge                | 15 listopada 2016 | 17 listopada 2016   |
| 3  | 3  | From Terrible Me                          | Magnus Martens    | Chad Hodge                | 22 listopada 2016 | 24 listopada 2016   |
| 4  | 4  | Your Mama Had a Hard Night                | Mark Piznarski    | Blake Crouch              | 29 listopada 2016 | 1 grudnia 2016      |
| 5  | 5  | Beautiful Things Deserve Beautiful Things | Mikkel Nørgaard   | Chad Hodge                | 6 grudnia 2016    | 8 grudnia 2016      |
| 6  | 6  | We Pretend We're Stuck                    | Jonas Pate        | Chitra Elizabeth Sampath  | 13 grudnia 2016   | 15 grudnia 2016     |
| 7  | 7  | The Ballad of Little Santino              | Phil Abraham      | Brett Johnson             | 20 grudnia 2016   | 22 grudnia 2016     |
| 8  | 8  | It Still Fits Bitch                       | Mark Piznarski    | Dana Baratta              | 27 grudnia 2016   | 29 grudnia 2016     |
| 9  | 9  | For You I'd Go with Strawberry            | Mikkel Nørgaard   | Lenore Zion               | 3 stycznia 2017   | 5 stycznia 2017     |
| 10 | 10 | All the Things                            | Magnus Martens    | Blake Crouch, Sarah Berry | 10 stycznia 2017  | 12 stycznia 2017    |

### Sezon 2 (2017)
| Nr | #  | Tytuł                                       | Reżyseria        | Scenariusz               | Premiera TNT         | Premiera TNT Polska |
| -- | -- | ------------------------------------------- | ---------------- | ------------------------ | -------------------- | ------------------- |
| 11 | 1  | The Heart Attack is the Best Way            | Mikkel Nørgaard  | Chad Hodge               | 15 października 2017 | 20 listopada 2017   |
| 12 | 2  | I Want You to Leave a Person Alive for Once | Magnus Martens   | Chitra Elizabeth Sampath | 22 października 2017 | 20 listopada 2017   |
| 13 | 3  | Because I'm Mrs. Claus                      | Clare Kilner     | Chad Hodge               | 29 października 2017 | 27 listopada 2017   |
| 14 | 4  | I Think It's A Sign                         | Mikkel Nørgaard  | Brett Johnson            | 5 listopada 2017     | 27 listopada 2017   |
| 15 | 5  | You Could Discover Me                       | Jessica Lowrey   | Chitra Elizabeth Sampath | 12 listopada 2017    | 4 grudnia 2017      |
| 16 | 6  | You Could Discover Me                       | Coky Giedroyc    | Dana Baratta             | 19 listopada 2017    | 4 grudnia 2017      |
| 17 | 7  | Don't Thank God, Thank Me                   | Louise Friedberg | Aaron Fullerton          | 26 listopada 2017    | 11 grudnia 2017     |
| 18 | 8  | Stay Beautiful                              | Mikkel Nørgaard  | Lenore Zion              | 3 grudnia 2017       | 11 grudnia 2017     |
| 19 | 9  | And I Am A Violent Criminal                 | Doc Crotzer      | Lenore Zion, Sarah Berry | 10 grudnia 2017      | 18 grudnia 2017     |
| 20 | 10 | Letty Raines, In The Mansion, With The Gun  | Doc Crotzer      | Lenore Zion, Sarah Berry | 17 grudnia 2017      | 18 grudnia 2017     |

## Produkcja
7 lipca 2015 roku ogłoszono, że główną rolę w serialu zagra Michelle Dockery.
W tym samym miesiącu stacja TNT zamówiła pilotowy odcinek.
We wrześniu 2015 roku Juan Diego Botto dołączył do serialu.
W kolejnym miesiącu do obsady serialu dołączyli Lusia Strus i Terry Kinney.
10 grudnia 2015 roku stacja TNT ogłosiła zamówienie pierwszego sezonu.

14 stycznia 2017 roku, stacja TNT ogłosiła zamówienie drugiego sezonu.